# VCard
vCard ook wel VCF (Virtual Contact File) is een bestandstype en standaard voor de uitwisseling van persoonsgegevens, met name voor elektronische visitekaartjes. vCards worden vaak als bijlage met e-mailberichten meegestuurd. Maar ze kunnen ook op andere manieren uitgewisseld worden, bijvoorbeeld via het wereldwijde web of mobiele telefonie. Ze kunnen naam- en adresgegevens bevatten, telefoonnummers, URLs, logo's, foto's en zelfs stukjes geluid.
De vCard, of Versitcard, werd oorspronkelijk in 1995 voorgelegd door het Versit consortium, dat bestond uit Apple Computer, AT&T (het latere Lucent), IBM en Siemens. In december 1996 werd het eigenaarschap van het bestandssysteem overgedragen aan het Internet Mail Consortium, een handelsvereniging voor bedrijven geïnteresseerd in internet-e-mail.
vCard wordt vergezeld door vCalendar, een voorstel voor een standaard voor uitwisseling van agendagegevens, dat inmiddels is opgevolgd door iCalendar; het Internet Mail Consortium heeft een verklaring afgelegd dat ze "hoopt dat alle vCalendar-programmeurs hun voordeel doen met deze nieuwe open standaarden en hun software compatible maken met zowel vCalendar 1.0 als iCalendar".
Versie 2.1 van de vCard-standaard wordt breed ondersteund door e-mailclients. Versie 3.0 is een officieel IETF-voorstel vastgelegd in RFCs 2425 en 2426. De gebruikelijke bestandsextensie voor vCards is .vcf.
Door de Jabber Software Foundation is een XML VCard-bestandstype beschreven dat gebruikt wordt in technologieën als Jabber en Light-Weight Identity. hCard is een één-op-één-vertaling van vCard naar semantische XHTML. Het W3C heeft andere op XML gebaseerde vCard-specificaties onder de naam Representing vCard Objects in RDF/XML.

## Eenvoudig voorbeeld van VCard
Lastname_Firstname.vcf
```
 BEGIN:VCARD
 VERSION:2.1
 FN:Firstname Lastname
 N:Lastname;Firstname
 ADR;WORK;PREF;QUOTED-PRINTABLE:;Footown 12345=0AFooland;Bar Street 99
 LABEL;QUOTED-PRINTABLE;WORK;PREF:Bar Street 99=0AFootown 12345=0AFooland
 TEL;CELL:+358-40-123456
 EMAIL;INTERNET:nobody@example.org
 UID:
 END:VCARD

```